# Cure-dent
 (janvier 2015).

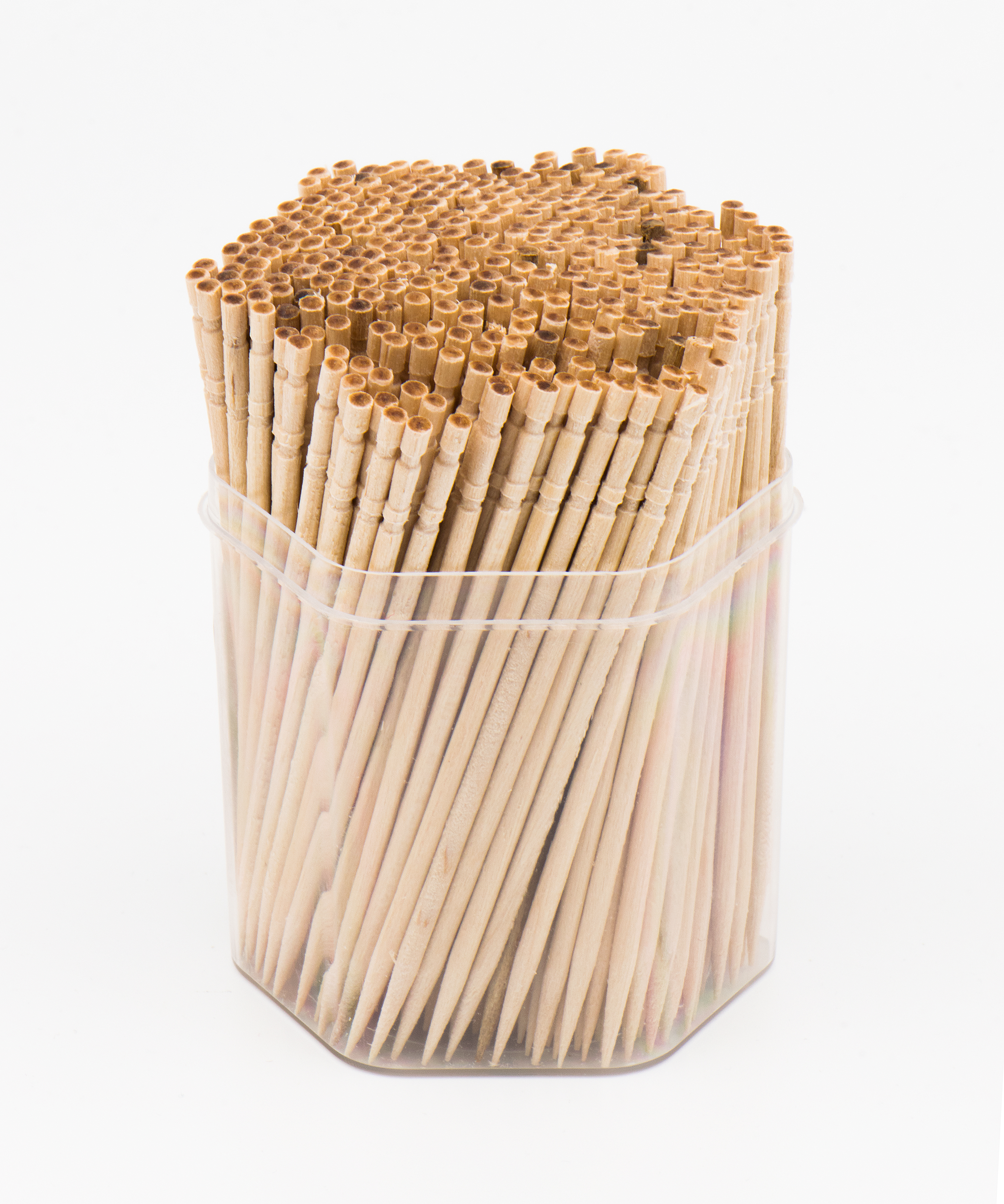
Des cure-dents en bois.

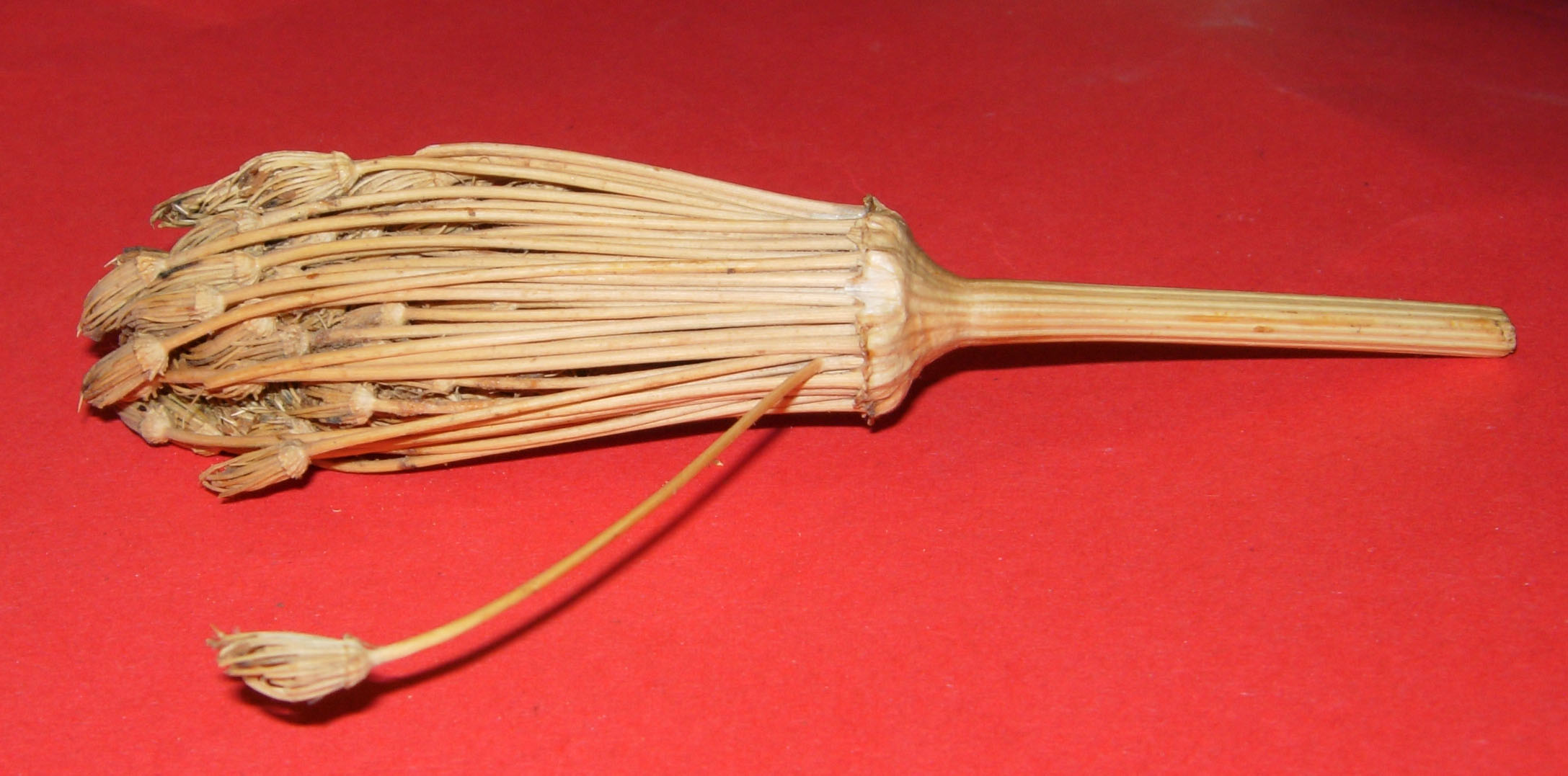
Le cure-dents traditionnel au Maroc : herbe aux cure-dents (ammi visnaga).

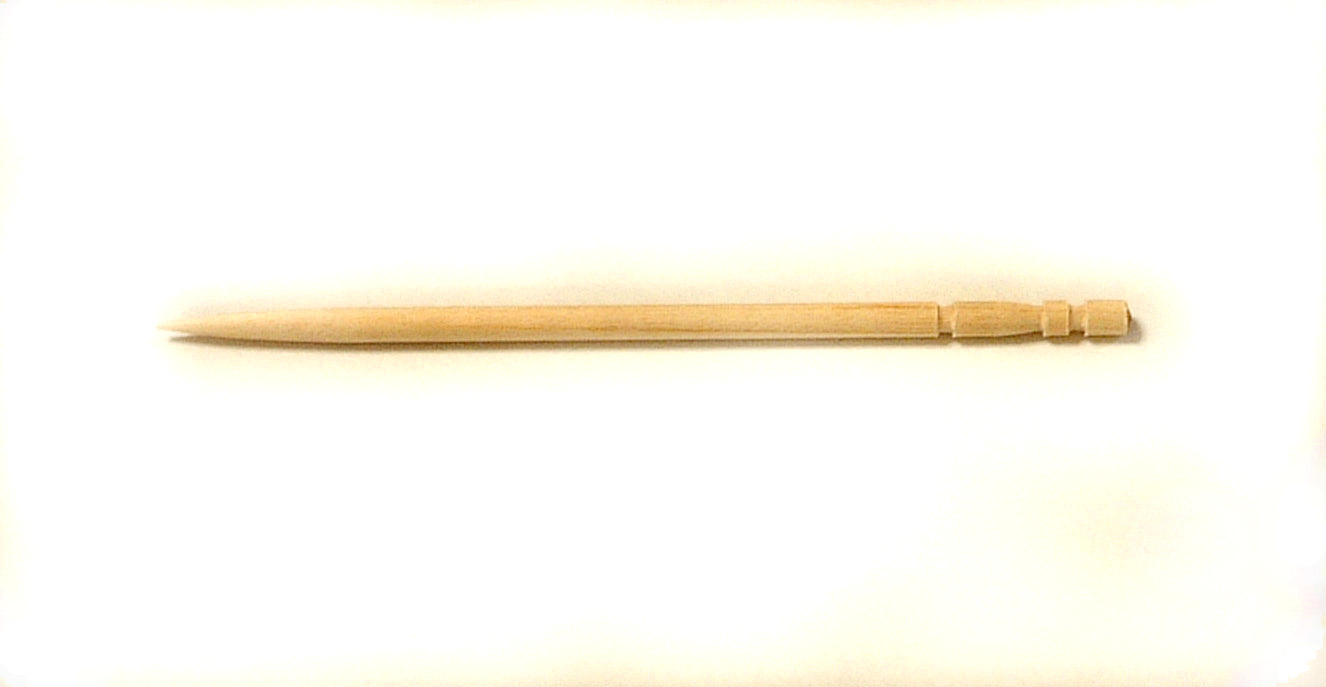
Un cure-dent de style japonais.

Un cure-dents ou cure-dent est un bâtonnet piquant, pointu, qu'il est possible d'introduire entre les dents, et ainsi retirer les résidus, les particules alimentaires demeurées prises entre celles-ci. 
Les cure-dents sont aussi utilisés pour piquer des hors-d'œuvre et permettre de les saisir facilement (cubes de fromage, olives, petites saucisses, petits morceaux de viande, tapas, etc.).

## Description
Les cure-dents sont généralement de bois, mais ils peuvent aussi être en plastique, ou en métal. Les plus vieux cure-dents étaient des brindilles de bois ou étaient faits d'os. Le cure-dent est taillé soit en pointe, soit en biseau. Ils mesurent en moyenne 7,2 centimètres de long et 2 millimètre d' épaisseur.
Les marocains utilisent les tiges de la plante ammi visnaga pour se curer les dents.

## Historique
Le cure-dent existe déjà depuis la Préhistoire, car des marques de cure-dents ont été découvertes dans les dents des crânes d’homme du Néolithique. Des cure-dents faits en bronze ont été trouvés dans des tombes préhistoriques au nord de l’Italie et à l’est des Alpes. Cet objet était aussi connu en Mésopotamie.
Agathocle de Syracuse aurait été tué en 289 av. J.-C. par un cure-dent enduit de poison qui lui a été donné par un de ses esclaves.
On a également trouvé des cure-dents en argent datant de l’Antiquité, et des cure-dents romains en bois de lentisque.
Le mot est cité pour la première fois dans l’Inventaire du duc de Berry en 1416, et le cure-dent moderne le plus ancien qui nous soit parvenu est un cure-dent en or du XVIe siècle, d’origine italienne, conservé au Metropolitan Musem de New York.
Aux États-Unis, il semble que l’un des plus vieux restaurants du pays, l'Union Oyster House à Boston ait été en 1862 le premier à offrir des cure-dents à ses clients. Le propriétaire, Charles Forster, avait importé des cure-dents de l’Amérique du Sud et souhaitait promouvoir cet objet. En conséquence, il a payé des étudiants de l’université Harvard pour qu’ils mangent au restaurant et réclament des cure-dents.
Le premier appareil à fabriquer de façon industrielle des cure-dents a été breveté le 20 février 1872 par Silas Noble et J. P. Cooley, résidents du Massachusetts.

## Constructions en cure-dents

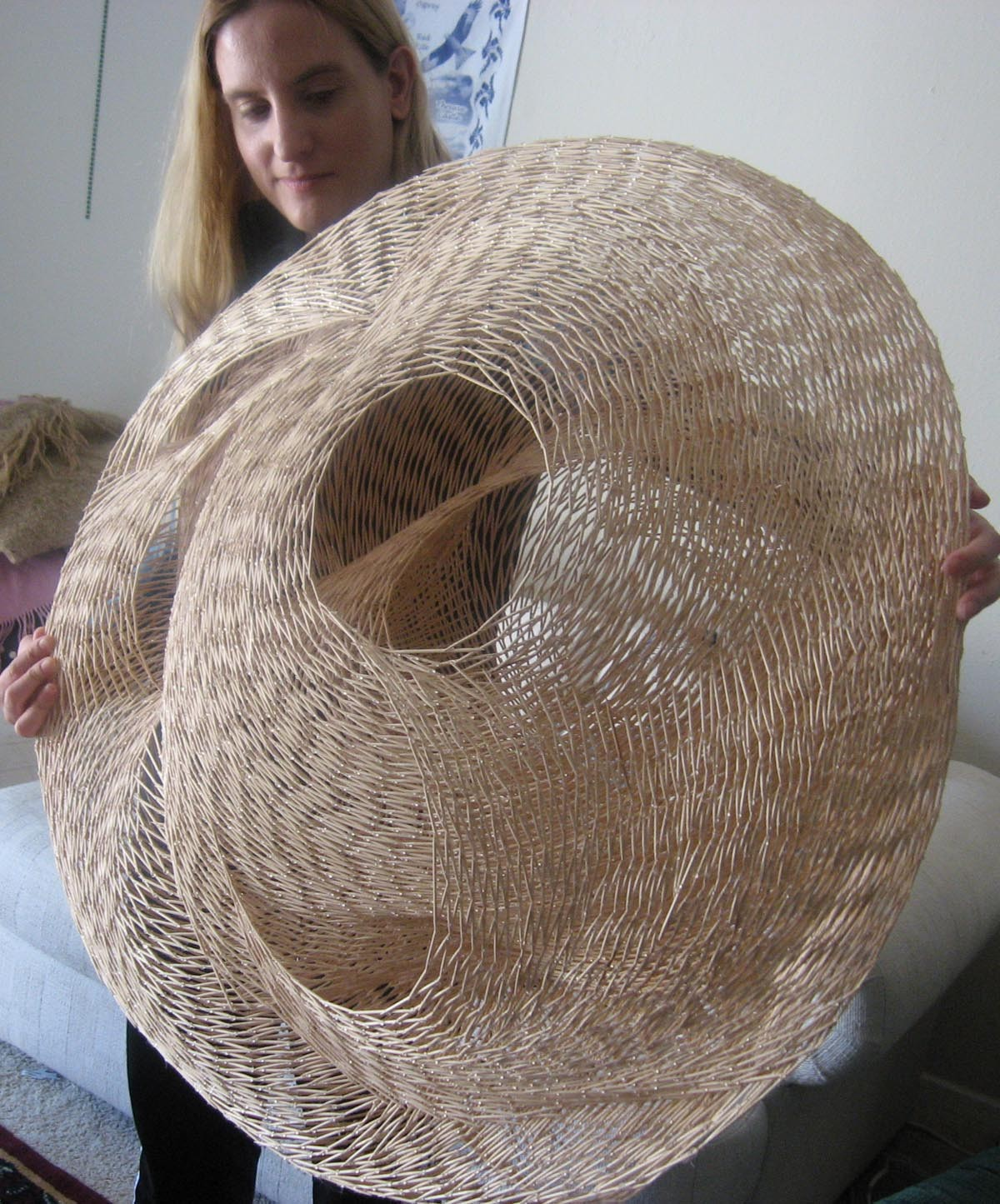
Sculpture réalisée avec des cure-dents.

L’État du Maine affirme être la capitale mondiale du cure-dent, puisqu’il produit 90 % des cure-dents du pays. C'est d'ailleurs cet État qui accueille chaque année le festival international de l'odontoscalpophilie, l'art de construire des répliques de monuments à l'aide de cure-dents apparu à la fin des années 1970. 
L'un de ses plus grands contributeurs est l'américain Scott Weaver avec la représentation monumentale en cure-dents de lieux de San Francisco qui lui a pris 3000 heures de travail et plus de cent mille cure-dents,,.
Un autre Américain, Jerry Mango Woodysticks est notamment connu pour sa représentation du Taj Mahal de plus de 3 mètres de haut. Pour ce monument dentoscalpophile, plus de 20000 cure-dents et 4 litres de colle ont été nécessaires.
En France, plusieurs associations ont vu le jour dans les années 1990. La plus connue est sans conteste la « Paris CD association » avec près de 100 membres, mais l'on dénombre aussi de petits rassemblements en province comme « Les amis du bâtonnet d'Amiens », les « Curedenpholiques de la Rochelle » ou encore « Les amoureux du cure-dent de Saint-Etienne ».[réf. nécessaire]

## Dans les arts
La première représentation d'un cure-dent dans l'histoire de l'art figure dans le tableau Les Noces de Cana (1563) de Véronèse, où le personnage de Vittoria Colonna, installée entre Charles Quint et Soliman le Magnifique, utilise un cure-dent en or. Plusieurs personnages masculins dans le cinéma ont un cure-dent à la bouche, soit dans une optique purement pratique (Anthony Quinn dans La strada de Federico Fellini en 1954) soit pour un effet de style (Harvey Keitel dans Reservoir Dogs en 1992 ou Ryan Gosling dans Drive en 2011).

### Dans la littérature
« N’est pas homme de grand discours, / Qui ne sçait dessoubs la moustache  / Mascher l’anis et la pistache, / Ronger aussi le curedent, / Par contenance, bien souvent. »
Description de la mode qui court in Recueils divers de Pierre de L'Estoile, Paris, Tallandier, pp.  238-239.
Alfred Jarry demande un cure-dent comme dernière volonté.